# Diedrich Hermann Wätjen
Dietrich Hermann Wätjen (* 14. Februar 1800 in Ochtmannien bei Süstedt; † 1. September 1868 in Bremen), war ein deutscher Kaufmann und bremischer Konsul in Havanna.

## Leben
Diedrich Hermann Wätjen war der jüngste Sohn von Johann Dietrich Heinrich Julius Wätjen und dessen zweiter Frau. Sein Halbbruder war der Kaufmann, Reeder und Senator Diedrich Heinrich Wätjen (1785–1857).
Im Alter von 14 Jahren trat Wätjen zunächst bei dem Zuckerfabrikanten Heinrich Böse in die Lehre, bevor er 1822 für acht Jahre nach London zu Geschäftspartnern der Familie ging. Anschließend hielt er sich zwei Jahre in den Vereinigten Staaten auf, zog 1832 aber weiter nach Kuba, wo er sich in Havanna als Kaufmann selbstständig machte. Über die Reederei seines Halbbruders D. H. Wätjen & Co. exportierte er Zucker, Tabak und Kaffee nach Bremen und importierte Textilien und Leinenwaren nach Kuba.
1841 kehrte er wohlhabend nach Bremen zurück und gründete hier das Handelshaus Hermann Wätjen. Zwischenzeitlich betrieb er auch eine Reederei mit bis zu vier Schiffen, die er jedoch wieder aufgab. 1842 leistete Wätjen den Bremer Bürgereid und heiratete Margarethe (Meta) Berck (1812–1891), die älteste Tochter des Senators Theodor Berck. 1847 erwarb die Familie ein Landgut mit Sommerhaus an der Horner Heerstraße Nr. 16 von Edwin Oelrich. 1855 wurde er zum verwaltenden Vorsteher des Hauses der Seefahrt gewählt.
Als Diedrich Hermann Wätjen 1868 verstarb, übernahm sein Sohn (Heinrich) Eduard das Unternehmen des Vaters und entwickelte es zu einem Bankhaus weiter.